# De Emhoff

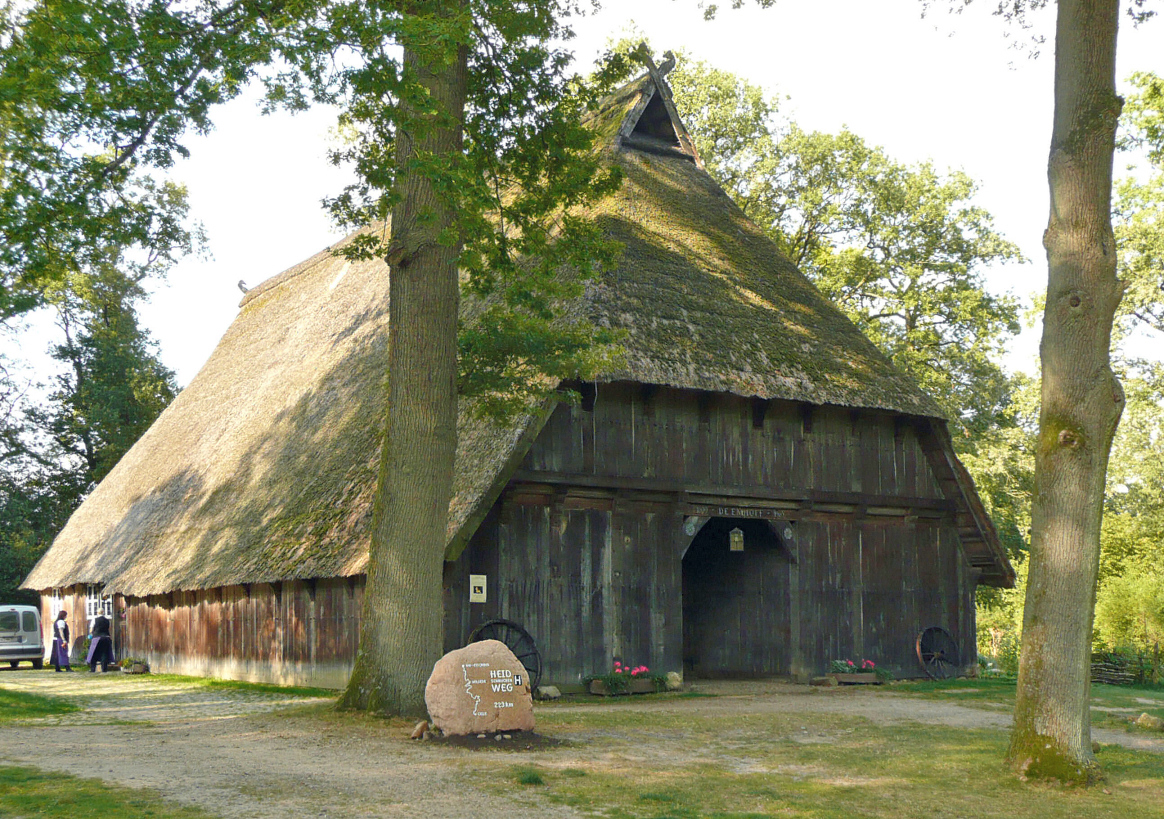
„De Emhoff“ in Wilsede mit Stein des Heidschnuckenweges

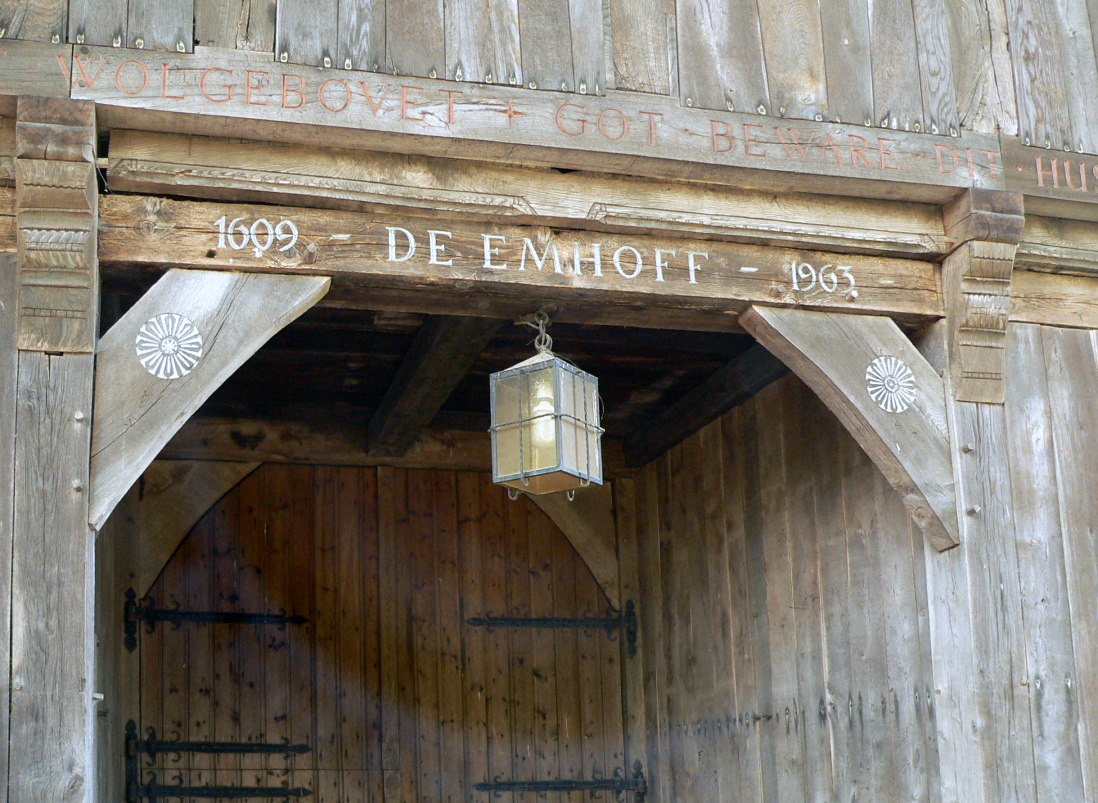
Detailansicht des Eingangstores

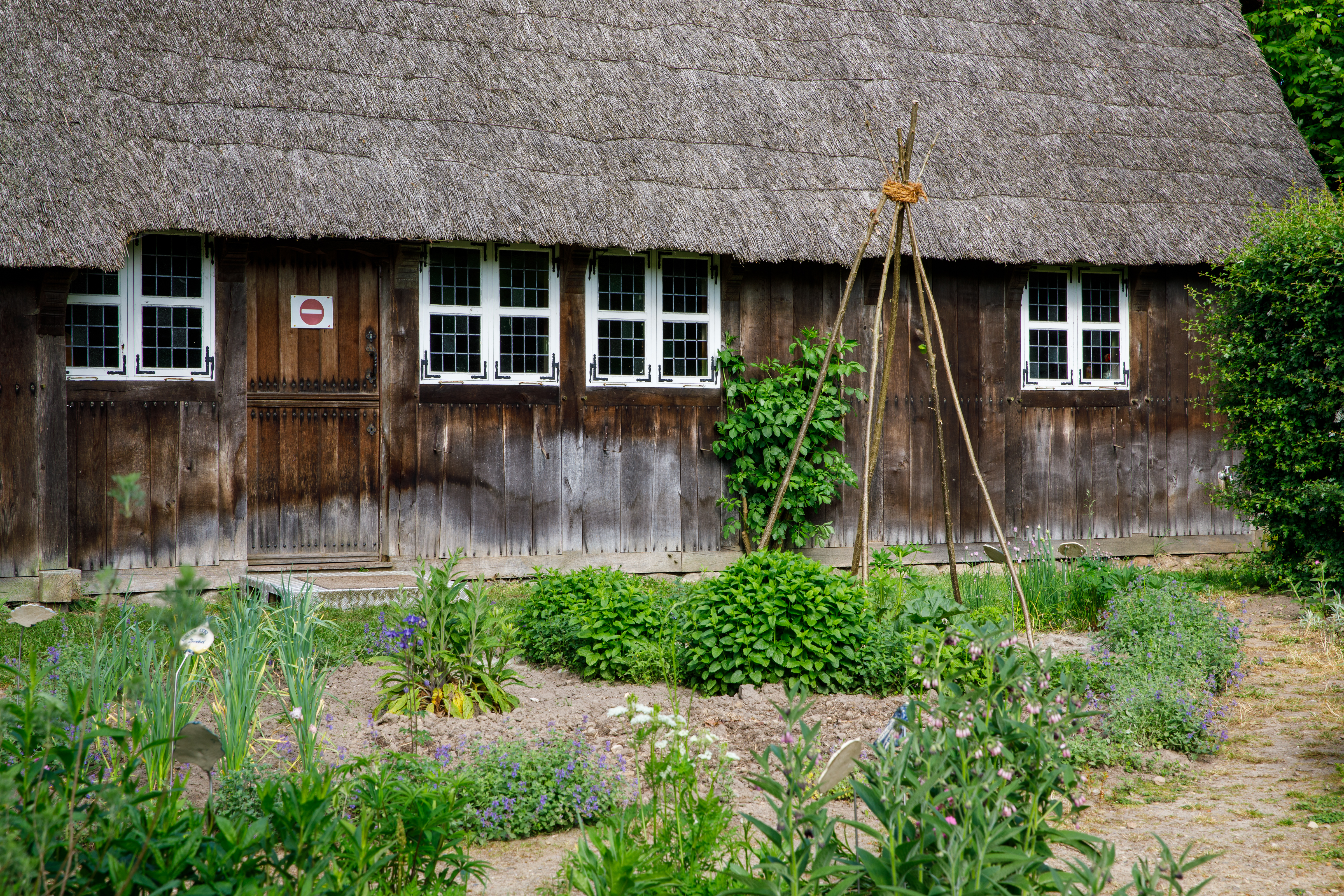
Traufseite des Wohntrakts mit Garten

Das Bauernhaus De Emhoff (auch: „Emhoff“, „Emhof“) ist ein in Holzbauweise errichtetes Dachbalken-Zweiständerhaus, das sich in Wilsede im Naturschutzgebiet Lüneburger Heide befindet. Es ist eines der ältesten erhaltenen Bauernhäuser der Lüneburger Heide und vertritt die typische Bauweise der Südheide.

## Geschichte
Das Haupthaus „De Emhoff“ wurde ursprünglich 1609 in Emmingen in der Nähe von Soltau erbaut (Lage:53° 0′ 0,2″ N, 9° 59′ 47,3″ O). Im Jahre 1964 wurde es im alten Stil in das Heidedorf Wilsede tranzloziert. Heute steht es im Eigentum des Vereins Naturschutzpark. Auch wenn der „Emhoff“ ein älteres Baudatum trägt, gehen Forscher davon aus, dass das ebenfalls nach Wilsede versetzte „Dat ole Huus“ einen wesentlich älteren Flettbereich aufweist (etwa um 1540 erbaut).